# Иордания на летних Олимпийских играх 2004
Иордания принимала участие в Летних Олимпийских играх 2004 года в Афинах (Греция) в седьмой раз за свою историю, но не завоевала ни одной медали. Сборная страны состояла из 8 спортсменов (4 мужчины, 4 женщины), которые выступили в соревнованиях по лёгкой атлетике, конному спорту, плаванию, настольному теннису и тхэквондо.